# Nicolò Gabrielli
El comte Nicolò Gabrielli, baró de Quercita (Nàpols, Itàlia, 21 de febrer de 1814 – París, França, 14 de juny de 1891) fou un compositor italià.
Descendent d'una família noble, fou deixeble de Singarelli i Contí, i més tard de Gaetano Donizetti. Dirigí l'orquestra dels teatres de Sant Carlo i el Fondo de la seva ciutat nadiua, estrenà gran nombre d'òperes i ballets en aquests, com també en els principals teatres de París.
Entre les òperes anomenarem: I dotti per fanatismo; La lettera perduta; La parola di matrimonio; L'americano in Fiera; Don Gregorio, que per espai de molts anys formà part del repertori de l'Òpera Còmica de París (1859); L'affamato senza denaro; Il padre della debuttante; La marchesa e la ballerina; Il condamnato di Saragossa, i Sara, ovvero la Panza della Scozia.
Els ballets que va compondre passen de 60, dels quals alguns foren estrenats a París, com els titulats Gemma (1854), Les Effes (1856) i L'étoile de Nesine (1861).
El 1864 li fou concedida la Legió d'Honor.